# Equus October

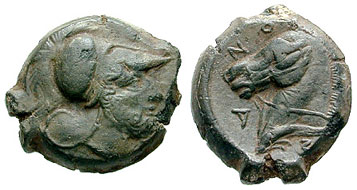
Moneda amb Mart i un cavall embridat (Cosa (Ansedònia), Etrúria, 273-250 aC)

A la religió a l'antiga Roma, el cavall d'octubre (en llatí Equus October) era un sacrifici d'un cavall dedicat a Mart que es duia a terme el 15 d'octubre, coincidint amb el final de la temporada agrícola i militar. El ritual se celebrava durant un dels tres festivals de carreres de cavalls dedicades a Mart, mentre que les altres dues (que eren Equirria) se celebraven el 27 de febrer i el 14 de març.
Les curses de carros de dos cavalls (bigae) tenien lloc al camp de Mart, l'àrea de Roma que rep el nom del déu romà de la guerra, després de les quals el cavall de la dreta de l'equip guanyador era travessat per una llança, i llavors se'l sacrificava. Es tallaven el cap del cavall (caput) i la cua (cauda) i s'utilitzaven de manera separada en les dues parts subsegüents de les cerimònies: dos barris organitzaven una lluita pel dret a exhibir el cap, i la cauda, que encara sagnava, es portava a la Règia per ruixar la sagrada llar de Roma.
Existeixen referències antigues de l'Equus October durant més de sis segles: la primera és la de Timeu (segle III aC), que vinculava el sacrifici al cavall de Troia i la reivindicació dels romans a la descendència troiana. L'última es troba al Calendari Filocalus (354 dC), on es constata que encara es duia a terme, fins i tot quan el cristianisme s'estava convertint en la religió dominant de l'Imperi. La gran majoria d'acadèmics veuen influència etrusca en la formació de les cerimònies.
El cavall d'octubre és l'únic exemple de sacrifici de cavalls en la religió romana; els romans acostumaven a sacrificar animals que eren una part normal de la seva dieta habitual. Per això, el ritu inusual del cavall d'octubre ha estat analitzat, de vegades, segons altres formes indoeuropees de sacrificis de cavalls, com l'ashvamedha vèdic i el ritu irlandès descrit per Giraldus Cambrensis, els quals tenen a veure amb la reialesa. Tot i que la lluita ritual per la possessió del cap podria conservar algun element de la primera època quan Roma era governada per reis, l'assignació del cavall d'octubre a l'agricultura i a la guerra és característic de la República. La topografia sagrada del ritu i el rol de Mart en altres festes eqüestres també suggereixen aspectes de rituals d'iniciació i renaixement. Els aspectes complexos, o fins i tot contradictoris, del cavall d'octubre probablement són el resultat de superposicions de tradicions que s'han acumulat al llarg del temps.

## Descripció
El ritu del Cavall d'octubre se celebrava l'Idus d'octubre, però no s'ha documentat cap nom d'una festa en aquesta data. El gramàtic Fest ho descriu així:

El Cavall d'Octubre rep el nom pel sacrifici anual a Mart al camp de Mart durant el mes d'octubre. És el cavall de la dreta de l'equip guanyador en la carrera de carros de dos cavalls. Era habitual competir fortament pel seu cap entre els veïns de la Suburra i els de la Via Sacra; si els últims eren els guanyadors, la fixaven als murs del a Regia. En canvi, si els primers eren els guanyadors, la situaven a la Torre Mamília. La cua era transportada a la Regia amb suficient rapidesa per fer que la sang pogués degotar sobre la llar per formar part del ritu sagrat (res divina).

En un passatge a part, l'antiquari august Verri Flac afegeix el detall que el cap del cavall s'adornava amb pa. El Calendari Filocalus menciona que el 15 d'octubre "el cavall té lloc al Nixae," o bé en un altar a deïtats del naixement (di nixi) o bé menys probablement al lloc emblemàtic obscur anomenat Ciconiae Nixae. Segons la tradició romana, el camp de Mart havia estat consagrat a Mart pels seus avantpassats com a pastura pels cavalls i camp d'entrenament eqüestre pels joves.
El "ritu sagrat" amb la sang de cavall es va convertir en part de les cerimònies de purificació ritual de les festes de les Palília, dedicades a la deessa Pales. La festa, de caràcter rural, tenia lloc el 21 d'abril, i es va convertir en la data en què se celebrava la fundació de Roma per Ròmul.